# Белая тень
«Белая тень» — советский широкоэкранный художественный фильм, снятый режиссёрами Евгением Хринюком и Оксаной Лысенко на киностудии им. Довженко в 1979 году.
Экранизация одноимённого романа Юрия Мушкетика.
Премьера фильма состоялась 2 июня 1980 года. Фильм посмотрели 1 млн зрителей.

## Сюжет
Учёный Дмитрий Марченко работает над проблемой фотосинтеза, но конфликт с другим учёным заставляет его задуматься над собой и своей жизнью. Понимая, что его исследования не привели к открытию, он принимает решение изменить свою жизнь и отказаться от руководства лабораторией, предложив Виктору Борозне занять его место.

## В ролях
- Евгений Лысенко — Дмитрий Марченко
- Всеволод Шиловский — Визир
- Ирина Терешенкова — Ирина Михайловна
- Александра Турган — Неля
- Владимир Тюкин — Виктор Борозна
- Леонид Яновский — Головко
- Здислав Стомма — Корецкий
- Ирина Бунина — Липеха
- Людмила Лобза — Хорол
- Вячеслав Сланко — Бабенко
- Игорь Шкурин — Юлий

## Съёмочная группа
- Режиссёры: Евгений Хринюк, Оксана Лысенко
- Сценаристы: Евгений Хринюк, Юрий Мушкетик
- Оператор: Борис Берёзка
- Художник: Анатолий Добролежа
- Звукорежиссёр: Константин Коган
- Композитор: Николай Каретников